# Jalmari Eskola
Jalmari Johannes "Lauri" Eskola (Karinainen, Pöytyä, Finlàndia Pròpia, 16 de novembre de 1886 – Turku, 7 de gener de 1958) fou un atleta finlandès, especialista en proves de fons, que va competir durant el primer quart del segle xx. En el seu palmarès la medalla de plata en la prova de cros per equips del programa d'atletisme dels Jocs Olímpics d'Estocolm de 1912 junt a Hannes Kolehmainen i Albin Stenroos. En aquesta mateixos Jocs fou quart en la prova individual de cros.